# Französisches Militärordinariat
Das französische Militärordinariat (französisch Diocèse aux Armées françaises) ist ein Militärordinariat in Frankreich und zuständig für die französischen Streitkräfte.

## Geschichte
Das französische Militärordinariat betreut Angehörige der französischen Streitkräfte katholischer Konfessionszugehörigkeit seelsorgerisch. Es wurde durch Papst Pius XII. am 26. Juli 1952 errichtet. Nach gegenseitigem Beschluss zwischen dem Heiligen Stuhl und der Republik Frankreich befindet sich der Sitz des französischen Militärordinariats in Paris. Zunächst mit dem Dekret Obsecundare votis als Militärvikariat errichtet, wurde es am 21. Juli 1986 durch Papst Johannes Paul II. mit der Apostolischen Konstitution Spirituali militum curae zur Diözese erhoben.

## Militärbischöfe
| Nr. | Name                         | Amt                                            | von              | bis               |
| --- | ---------------------------- | ---------------------------------------------- | ---------------- | ----------------- |
| 1   | Maurice Kardinal Feltin      | Erzbischof von Paris                           | 29. Oktober 1949 | 15. April 1967    |
| 2   | Jean-Marie-Clément Badré     | Titularbischof von Aquae Novae in Proconsulari | 15. Mai 1967     | 10. Dezember 1969 |
| 3   | Gabriel Vanel                | Titularbischof von Rota                        | 21. April 1970   | 12. Februar 1983  |
| 4   | Jacques Fihey                | Titularbischof von Remesiana                   | 12. Februar 1983 | 22. April 1989    |
| 5   | Michel Dubost CIM            | Titularbischof von Oëa                         | 9. August 1989   | 15. April 2000    |
| 6   | Patrick Le Gal               |                                                | 23. Mai 2000     | 7. Oktober 2009   |
| 7   | Luc Ravel CRSV               |                                                | 7. Oktober 2009  | 18. Februar 2017  |
| 8   | Antoine de Romanet de Beaune |                                                | 28. Juni 2017    |                   |